# Pontus von Rosen
Pontus Robert Conrad von Rosen (ur. 21 listopada 1881 w Sztokholmie, zm. 11 stycznia 1951 tamże) – szermierz reprezentujący Szwecję, uczestnik letnich igrzysk olimpijskich w Londynie w 1908 roku oraz letnich igrzysk olimpijskich w Sztokholmie w 1912 roku.